# Salvirola
Salvirola – miejscowość i gmina we Włoszech, w regionie Lombardia, w prowincji Cremona.
Według danych na rok 2004 gminę zamieszkiwały 933 osoby, 133,3 os./km².